# 醫學士哲學博士雙學位
醫學士哲學博士雙學位（英語：Doctorate of Medicine and of Philosophy）是培訓醫師科學家的雙重學位，結合醫學士學位（MD）的職業培訓與哲學博士學位（PhD）的研究專長；哲學博士學位在美國及許多國家是最高階學位。美國國家衛生研究院補助50所醫學院校的醫學科學家培訓計劃，以學費和津貼支持這些機構對醫學士哲學博士雙學位課程學生進行培訓，這些課程計畫相當競爭，有些課程每學年只招收兩個學生。醫學士哲學博士雙學位錄取者的MCAT分數通常高於僅醫學士的錄取者。

## 培訓計畫
在美國，可以經由某些醫學院提供的雙學位課程獲得醫學士哲學博士雙學位。綜合培訓計劃的想法始於1956年凱斯西儲大學醫學院，接著這個方法迅速傳到其他研究型醫學院。

## 事業途徑
絕大多數（超過80%）的醫學士哲學博士雙學位畢業生最終會選擇進入學術機構、政府、職責核心為醫學研究的企業。根據美國實驗生物學學會聯合會在2000年進行的研究，由美國國家衛生研究院資助的醫學科學家培訓計劃畢業生每年僅佔醫學院畢業生的2.5%，但畢業後約佔授予醫生的所有研究撥款的三分之一。許多醫學士哲學博士雙學位畢業生也在其專業領域臨床執業。